# Kriminal
Kriminal (od lat. crimen „optužba, krivica, zlodjelo“) ili, kršenje zakona, je postupak, čin, djelo kažnjivo po zakonu, zlodjelo. Znanost koja se bavi proučavanjem kako suzbiti kriminalitet je kriminalistika.
Kriminalnost je pojava za koja je predviđena krivična prijava. Dakle pod kriminalom se ne podrazumijeva kršenje onih društvenih pravila za koja nije predviđena krivična sankcija.
Svaka društvena zajednica preduzima mjere za suzbijanje kriminala.
Te mjere se u osnovi svode na preventivne i represivne.
Preventivne mjere usmjerene su na uklanjanje uzroka kriminaliteta, dok se represivne primjenjuju prema učiniocu krivičnog djela nakon što je djelo izvršeno.
Ova podjela je relativnog značaja, jer i preventivne mjere mogu sadržavati elemente represije, a s druge strane represivne mjere po pravilu za svrhu imaju prevenciju tj. suzbijanje kriminaliteta.

## Primjeri za vrste kriminala:
- kriminal počinjen uz pomoć računala i interneta
- delikti poput ubojstva, ubojstva zbog časti
- otmice, zarobljavanje i odvođenje silom
- reketarenje
- krađa, pljačka.
- pronevjera, korupcija
- prepad, upad
- gusarenje
- ucjena
- krivotvorenje
- krivotvorenje novca
- utaja poreza
- teško ozljeđivanje
- kršenje reda i mira
- lažno pretendiranje na vlasništvo, lažno predstavljanje i dobivanje vlasništva kao rezultat toga
- lažno svjedočenje
- pobuna u cilju svrgavanja vlasti
- seksualno zlostavljanje, seksualni kriminal
- zlostavljanje
- silovanje
- ratni zločin